# بطولة تونس للكرة الطائرة للرجال 2013-2014
بطولة تونس للكرة الطائرة للرجال 2013-2014 هو الموسم رقم 59 من بطولة تونس للكرة الطائرة للرجال.

فاز بهذا الموسم النجم الرياضي الساحلي.

## روابط خارجية
- الموقع الرسمي للجامعة التونسية للكرة الطائرة.